# Georges Ramoulux
Georges Ramoulux, né le 24 octobre 1920 à Rueil-Malmaison et mort le 6 novembre 2013 à Villepinte, est un coureur cycliste français. Il évolue au niveau professionnel durant les années 1940 et 1950.

## Palmarès sur route

### Par année
- 1948
  - 3e étape du Critérium du Dauphiné Libéré
  - 3e du Tour de l'Ouest
- 1949
  - 2e du Tour du Doubs
  - 3e du Circuit du Cantal

### Résultats sur le Tour de France
2 participations
- 1948 : 26e
- 1949 : 46e

## Palmarès en cyclo-cross
- 1945-1946
  - 3e du championnat de France de cyclo-cross[3]
- 1948-1949
  - 2e du championnat de France de cyclo-cross[3]